# Al-Oruba SC Sur
L'Al-Oruba SC Sur (àrab: نادي العروبة, Nādī al-ʿUrūba, ‘Club de l'Arabitat’— és un club de futbol omanita de la ciutat de Sur.

## Palmarès
- Lliga omanita de futbol: [2]
  - 1999–00, 2001–02, 2007–08, 2014–15
- Copa Sultan Qaboos: [3]
  - 1993, 2001, 2010, 2014–15
- Supercopa omanita de futbol: [3]
  - 2000, 2002, 2008, 2011

## Futbolistes destacats
- Fábio (2005-2006)